# Полевая, Виктория Валерьевна
Виктория Валерьевна Полевая (укр. Вікторія Валеріївна Польова; род. 11 сентября 1962, Киев) — украинский композитор и пианистка. Заслуженный деятель искусств Украины (2024). Лауреат Национальной премии Украины имени Тараса Шевченко (2018).

## Биография
Официальный сайт https://web.archive.org/web/20170903204923/https://www.poleva.space/
Отец — композитор Валерий Петрович Полевой (1927—1986). Закончила Киевское музыкальное училище имени Р. Глиэра (1984, история и теория музыки), Киевскую государственную консерваторию им. П. И. Чайковского (1989, класс композиции проф. Ивана Карабица). В 1995 — ассистентуру-стажировку на кафедре композиции Национальной музыкальной академии Украины им. П. И. Чайковского (класс проф. Левка Колодуба). 1990—1998 — преподаватель кафедры композиции, 2000—2005 — кафедры музыкально-информационных технологий НМАУ им. П. И. Чайковского. С 2005 — на творческой работе. В 2009, 2010 — куратор программ академической музыки фестиваля современного искусства Гогольfest
2014—2016 — член жюри международного конкурса композиторов «Sacrarium» (Италия)
Работает в симфоническом, хоровом, камерно-инструментальном жанрах. Ранний период творчества Виктории Полевой связан с эстетикой авангарда и полистилистикой (балет «Гагаку», «Трансформа» для симфонического оркестра, «Anthem» для камерного оркестра, «Эпифания» для камерного ансамбля, кантаты «Ода Горация» и «Свете тихий»). С конца 1990-х её музыка стилистически тяготеет к так называемому «сакральному минимализму» (А. Пярт, Х. Гурецкий, П. Васкс, Дж. Тавенер). Значительный период творчества Виктории Полевой связан с изучением и воплощением в музыке богослужебных текстов.
Произведения Виктории Полевой звучат на таких концертных площадках, как Бетховенский фестиваль в Бонне (Германия), Фестиваль камерной музыки в Локенхаузе (Австрия), Фестиваль Юрия Башмета в Минске (Беларусь), Пасхальный фестиваль Валерия Гергиева в Москве, фестиваль «Камерная музыка связывает мир» (Кронберг, Германия), Дрезденский музыкальный фестиваль, залы Берлинской и Кёльнской филармоний (Германия), Театр Шатле (Париж, Франция), Рудольфинум-Дворжак зал (Прага, Чехия), Concert Auditorio Nacional de Espana (Мадрид, Испания), George Weston Recital Hall (Торонто, Канада), Yerba Buena Theater (Сан-Франциско, США), Oriental Art Center (Шанхай, Китай), Seoul Art Center (Корея), Esplanade Concert Hall (Сингапур), фестивали современной музыки на Украине, в Швеции, Финляндии, Швейцарии, Италии, Польше, ОАЭ, Перу, Чили.
В 2006 Виктория Полевая стала композитором-резидентом Menhir Music Festival Falera (Швейцария)
В 2010, наряду с такими композиторами, как Гия Канчели, Валентин Сильвестров, Леонид Десятников, Александр Раскатов, Александр Вустин, Виктор Кисин и Георгс Пелецис, Виктория Полевая приняла участие в международном проекте Гидона Кремера «Искусство инструментовки», посвященном Иоганну Себастьяну Баху и Глену Гульду.
В 2011 Виктория Полевая по приглашению Гидона Кремера стала композитором-резидентом XXX фестиваля камерной музыки в Локенхаузе (Австрия).
В 2012 a butoh dancer Tadashi Endo did premiere of ballet «Gagaku».
В 2013 Kronos Quartet сыграл премьеру «Хождения по водам» В.Полевой.
В 2013 стала композитором-резидентом Festival of Contemporary Music Darwin Vargas (Чили, Вальпараисо)
Среди исполнителей её сочинений:
- скрипач Гидон Кремер, вибрафонист Андрей Пушкарев, гобоист Алексей Огринчук, аккордеонистка Эльсбет Мозер, камерный оркестр «Кремерата Балтика», камерное трио «CAT», ансамбли «Новая музыка в Украине», «Рикошет», струнный квартет «Гармонии мира», дуэт «Violoncellissimo» (Украина), Московский ансамбль современной музыки (Россия), «Atros-trio», «Avalon-trio», «Zurich’ Ensemble of New Music» (Швейцария), ансамбль «Accroche-Note» (Франция);
- дирижеры Владимир Сиренко, Роман Кофман, Богодар Которович, Арильд Реммерайт, Валерий Матюхин, Владимир Рунчак, Петр Товстуха, Игорь Андриевский, Виктор Плоскина, Наталья Пономарчук, Симон Камартин;
- хормейстеры Ирина и Марианна Саблины, Галина Горбатенко, Николай Гобдыч, Владимир Сывохип, Дмитрий Радик, Лариса Бухонская, Наталия Кречко, Оксана Никитюк, Елена Радько, Богдан Плиш, Алена Соловей, Борис Альварадо.

Виктория Полевая — Лауреат Национальной премии Украины имени Тараса Шевченко (2018) за хоровую симфонию «Светлые песнопения», лауреат творческой премии «Киев» им. Артемия Веделя (2013) за монооперу «Ars Moriendi» («Искусство умирать»), международного конкурса «Spherical Music» (США, 2008) за «Теплый ветер» , Премии им. Бориса Лятошинского  Министерства культуры Украины (2005) за кантату «Слово Симеона», Всеукраинского конкурса композиторов «Псалмы Третьего Тысячелетия» (I премия, 2001) за «Псалом Давида 50», Премии им. Левка Ревуцкого Министерства культуры Украины (1995) за «Missa-simphonia».
Её произведения публикуются швейцарским издательством «Sordino Ediziuns Musicalas».

## Сочинения

### Сценические произведения
- 2021 «Зеркало, Сны или Маленькая жизнь», балет для камерного оркестра
- 2020 «Безбрежный остров», камерная опера для трех голосов и камерного ансамбля
- 2012—1986 «Ars Moriendi» («Искусство умирать») моноопера для сопрано и фортепиано
- 1994 «Гагаку», балет по новелле А. Рюноскэ «Муки ада» для камерного оркестра

### Для симфонического оркестра
2023 Симфония № 4 «The Bell» для виолончели соло и симфонического оркестра
- 2022 «Nova» для симфонического оркестра
- 2006 «Null» для симфонического оркестра
- 2004 «Nenia» для скрипки соло и симфонического оркестра
- 2004 «ONO» для симфонического оркестра
- 2003 Симфония № 3 («Белое погребение»), версия для симфонического оркестра
- 1993 «Трансформа», триптих для ансамбля солистов, симфонического(струнного) оркестра и хора
- 1992 «Langsam» для симфонического оркестра (ред. 2009)
- 1990 Симфония № 2 («Приношение А. Брукнеру»)
- 1988 Симфония № 1 (ред. 2008)

### Для хора (голоса) и оркестра
- 2022 «Моление теплое» версия для голоса и струнных
- 2016 «Нищета» для голосов и камерного оркестра на стихи З.Миркиной
- 2016 «София» для сопрано, хора и камерного оркестра на канонический текст
- 2015-16 «Убаюкивание Земли» камерная симфония для солистов, струнных, поющих чаш и камней
- 2014-16 «Четыре солнца» для сопрано и камерного оркестра на стихи Арнольда Сперша
- 2014 «Мартиролог», вокализ для голоса и струнных
- 2014 «Тающий голос» на стихи Дж. Мильтона, версия для импровизирующего голоса, флейты и струнных
- 2009 «Ode an die Freude», кантата на стихи Ф. Шиллера для сопрано соло, смешанного хора и симфонического оркестра
- 2009 «Credo» на канонический текст, версия для смешанного хора и симфонического оркестра
- 2008-12 «Летняя музыка», камерная кантата на стихи И. Бродского для скрипки соло, детского хора и струнных
- 2006 «No man is an Island», камерная кантата на текст Д. Донна для меццо-сопрано (женского хора), струнных и фортепиано
- 2002 «Слово», кантата на текст св. Симеона Нового Богослова для сопрано, смешанного хора и симфонического оркестра
- 2002 «О Тебе радуется» на текст св. Иоанна Дамаскина для смешанного хора и камерного оркестра
- 1995 «Свете тихий», камерная кантата на канонический текст для сопрано, смешанного хора и камерного оркестра
- 1994 «Ода Горация», камерная кантата на текст Квинта Горация Флакка для контратенора (альта), камерного хора и камерного оркестра
- 1994 «Одиннадцать строк из Гленвилла», камерная кантата на текст Д. Гленвилла для голоса, смешанного хора и камерного ансамбля
- 1991 «Klage II» на стихи Р. М. Рильке для сопрано и камерного оркестра (ред. 2010)
- 1986—1993 «Missa-simphonia» на канонические тексты для детского хора и камерного оркестра (ред. 2009)

### Для смешанного хора a cappella
- 2022 «Ave Maria» для сопрано соло и смешанного хора
- 2022 «Псалом Давида 90» для солистов и 2-х смешанных хоров на канонический текст
- 2020 «Псалом Давида 3» для солистов и 2-х смешанных хоров на канонический текст
- 2019 «Псалом Давида 2» для солистов и 2-х смешанных хоров на канонический текст
- 2018 «Псалом Давида 1» для солистов и смешанного хора на канонический текст
- 2016 «Светлые песнопения», хоровая симфония на канонические тексты для солистов и смешанного хора
- 2013 «Встаньте и пойдите» на стихи А. Фета
- 2009-13 «Богородичные песнопения» для солистов и смешанного хора на канонический текст
- 2013 «Литургия Иоанна Златоуста» для солистов и смешанного хора на канонический текст
- 2012 «Свете тихий» для сопрано, альта и смешанного хора на канонический текст
- 2011 «Молитву пролию» для сопрано, альта и смешанного хора на канонический текст
- 2010 «Приношение Алипию Печерскому» на канонический текст
- 2010 «Богоизбранный полче» на канонический текст
- 2009 «Христос воскресе», цикл на канонический текст
- 2009 «Кондак Рождеству II» («Дева днесь») на текст св. Романа Сладкопевца
- 2008 «Верую» на канонический текст для двух смешанных хоров
- 2007 «Ангелус» на тексты из «Божественной комедии» Данте Алигьери
- 2006 Тропарь храма в честь иконы Божьей Матери «Живоносный источник»
- 2005 «Молитва св. Ефрема Сирина»
- 2004 «Кондак Рождеству I» («Дева днесь») на текст св. Романа Сладкопевца для альта и смешанного хора
- 2003 «В реце бездну» на канонический текст
- 2003 «Мати Света», триптих на канонические тексты
- 2003 «Заповеди блаженства» на канонический текст
- 2003 «Приношение Арво Пярту», триптих на канонические тексты
- 2001 «Ангел вопияше» на канонический текст для сопрано и смешанного хора
- 2000 «Псалом Давида 50» на канонический текст
- 1997 «Молитвы о живых» на канонический текст
- 1994 «Простые песнопения» на канонический текст
- 1994 «Псалом Давида 102» на канонический текст
- 1985 «Вітер з гаєм розмовляє» на стихи Т. Шевченко

### Для женского хора a cappella
- 2013 «Литургия Иоанна Златоуста»
- 2013 «Вечернее пение»
- 2013 «Всех ангелов воинства» на канонический текст
- 2012 «Песнь св. Силуана» на текст Силуана Афонского
- 2009 «Простопение» на канонические тексты
- 2008 «Песнь тишины» на текст Е. Чистой
- 2007 «Стихира Пасхи» на канонический текст для сопрано и женского хора
- 2007 «Величание Рождеству» на канонический текст
- 2007 «Тропарь Рождества» на канонический текст
- 2007 «Моление теплое» на канонический текст для сопрано и женского хора
- 2005 «Молитва св. Силуана» для сопрано и женского хора
- 2005 «Пресвятая Троице» на канонический текст для сопрано и женского хора
- 2002 «Сольфеджио»
- 2001 «Псалом Давида 22» на канонический текст для сопрано и женского хора
- 2001 «Богородичны песнопения», триптих на канонические тексты для сопрано и женского хора
- 1998 «Песнопения», цикл на канонические тексты для сопрано и женского хора
- 1996 «Сугревушка» на народный текст для сопрано и женского хора

### Для мужского хора a cappella
- 2001 «Слово Симеона» на текст Симеона Нового Богослова (версия для мужского хора)
- 1999 «Мужские песнопения» обработки знаменных распевов для мужского хора и хора мальчиков (ред. 2009)

### Для детского хора a cappella
- 2002 «Вечернее пение», диптих на канонические тексты для хора мальчиков
- 2000 «Золото с неба» на стихи А. Фета
- 1999 «Херувимская», триптих на канонические тексты
- 1991 «Маленькие колыбельные», триптих на народные тексты

### Для камерного оркестра
- 2021 «Душа» для скрипки и камерного оркестра
- 2019 «Зимняя сказка» для камерного оркестра
- 2018 «Ахимса» для виолончели и струнных
- 2014 «Маргиналии», версия для струнного оркестра
- 2009 «Послания одному простому человеку» для скрипки (флейты), вибрафона и струнных
- 2008 «Каприччио для Джона Бальцера» для фагота и струнных
- 2006 «Пьета» для скрипки соло и струнных
- 2006 «Колыбельная для спящего» для вибрафона (скрипки и вибрафона) и струнных (ред. 2010)
- 2006 «Nenia» (версия для скрипки соло и струнных)
- 2005—2006 «Сверчок в темноте» для флейты, кларнета и струнных
- 2005 «Теплый ветер» для вибрафона (скрипки и вибрафона) и струнных
- 2002 «Белое погребение» для гобоя и струнных
- 1994 «Langsam» (версия для струнных)
- 1991 «Антем» для струнных, фортепиано и колоколов
- 1986 «Птенец Рухх» для флейты, струнных и ударных

### Камерные ансамбли
- 2022 «Amapola» для скрипки, виолончели и фортепиано(посвящение Гидону Кремеру)
- 2021 «Симург» версия для 2-х фортепиано
- 2020 «Ослики» версия для голоса и камерного ансамбля
- 2020 «Этер» для голоса, виолончели и фортепиано
- 2020 «Метта» версия для скрипки и гитары
- 2020 «Проповедь рыбам» для фортепиано и камерного ансамбля(+ версия для голоса)
- 2019-20 «Танка» для виолончели и фортепиано
- 2011-19 «Хождение по водам» для фортепиано и камерного ансамбля
- 2017-19 «Angelsang» для 2х скрипок и фортепиано
- 2004-19 «Подземные птицы», сюита на собственный текст для маримбы, голоса и гобоя
- 2017 «Музыка для Темо» для камерного ансамбля
- 2017 «Теплый ветер» (версия для 2х клавесинов)
- 2016 «Улыбка серафима» для флейты и камерного ансамбля
- 2013 «Нищета»  версия для двух голосов и камерного ансамбля на стихи З.Миркиной
- 2013 «Хождение по водам»  для струнного квартета
- 2013 «Слепая рука 2» для поющего баяна и свистящего терменвокса (или виолончели)
- 2013 «In Hannover» для голоса и камерного ансамбля
- 2012 «Нищета»  для хора гитар на стихи З.Миркиной
- 2012 «Abbitte» (Искупление) для голоса, кларнета, аккордеона и виолончели на стихи Ф.Гельдерлина
- 2011 «Liebesbotschaft» (Приношение Шуберту) для скрипки и фортепиано
- 2010 «Гольфстрим» для скрипки и виолончели (двух виолончелей)
- 2008 «Песенка никогда не кончается» для двух клавесинов (двух фортепиано)
- 2006 «Магический квадрат» для флейты, кларнета, скрипки, альта, виолончели и фортепиано
- 2006 «Слепая рука» для флейты и поющего, а также свистящего гитариста
- 2005 «Голос» для 2-х виолончелей
- 2005 «Здесь», вокальный цикл на стихи Г. Айги для сопрано, скрипки и фортепиано
- 2004 «Подземные птицы», сюита на собственный текст для лютни-теорбо, сопрано и английского рожка
- 2002 «Песни невинности», вокальный цикл на стихи У. Блейка для сопрано, аккордеона и кларнета
- 2000 «Симург»-квинтет" для 2-х скрипок, альта, виолончели и фортепиано
- 1999 «Ехос»(«ἦχος»), веселая драма на собственный текст для сопрано, скрипки, аккордеона и фортепиано
- 1998 «Мистерия» в 3-х частях для фортепиано, тромбона, контрабаса и вибрафона
- 1995 «Эпифания» на собственный текст для сопрано и камерного ансамбля
- 1995 «Волшебный песик Пти-Крю» для произвольного состава исполнителей и магнитной ленты
- 1994 «Klage III» на стихи Р. М. Рильке для сопрано, флейты и фортепианного квинтета
- 1994 Сцена из «Гамлета» на текст У. Шекспира (версия для сопрано, скрипки, тромбона и фортепиано)
- 1993 «Прогулки в пустоте» для флейты, кларнета, скрипки, виолончели, фортепиано и ударных
- 1989 Трио «5×3» для флейты, скрипки и фортепиано

### Для голоса и фортепиано (другого инструмента)
- 2020 «Этер» для голоса, виолончели и фортепиано
- 2014 «Бедные люди» для сопрано и фортепиано на стихи О. Седаковой
- 2013 «Нежнее нежного» для сопрано и фортепиано на стихи О. Мандельштама
- 2012 «Abbitte» (Искупление)  для голоса и фортепиано Ф.Гельдерлина
- 2012—1982 «Ars Amandi» («Искусство любить») для сопрано и фортепиано на стихи О. Мандельштама, А. Фета, св. Силуана Афонского, М. Арнолда
- 2012—1986 «Ars Moriendi» («Искусство умирать») моноопера для сопрано и фортепиано на стихи К.Иссы, В.Шекспира, Л.Кэрролла, Е.Шварц, Э.Дикинсон,О. Седаковой, Р. М. Рильке, Г.Майринка, И.Бродского, Дж. Голсуорси
- 2008 «No man is an Island» на текст Д. Донна (версия для сопрано и фортепиано)
- 2003 «Псалом св. Силуана» на текст Силуана Афонского для голоса и виолончели
- 2000 «Слово Симеона» на текст Симеона Нового Богослова для сопрано и органа
- 1995 «Зеленые травяные зайчики» на стихи М. Воробьева для чтеца и фортепиано
- 1988 «Klage I» на стихи Р. М. Рильке для сопрано и фортепиано
- 1982 «Бестиарий», сюита на стихи Б. Заходера для голоса (детского хора) и фортепиано

### Для фортепиано
- 2021 «Симург» версия для фортепиано
- 2021 «Маргиналии», цикл из 10-ти пьес для фортепиано
- 2020 «Искья. Остров» для фортепиано
- 2017 «NULL» для фортепиано
- 2011 «Витрувианский человек»
- 2011 Соната № 2 «Quasi una Fantasia»
- 1999 Соната № 1"Сирин-соната"
- 1996 «Числа», цикл пьес для фортепиано
- 1993 «Trivium»
- 1990 «Тремоло»
- 1982 «Пассакалия»

### Инструменты соло
- 2021 «Миро» для скрипки
- 2008 «Теплый ветер» (версия для маримбы)
- 2005 «Null» для баяна (органа)

### Электроакустика
- 2004 «Комнаты дома Турбиных», электроакустическая инсталляция

### Авторские транскрипции
- 2012 Й. С. Бах. Гольдберг вариации для скрипки, маримбы, вибрафона, чембало и виолончели
- 2012 Л. Ревуцкий Струнный квартет N1 реконструкция из черновиков для 2 скрипок, альта и виолончели
- 2011 А. Вьетан Duo brillant op.39 для скрипки, виолончели и камерного оркестра
- 2010 Й. С. Бах. Прелюдия и фуга № 14 fis-moll, ХТК II для скрипки, маримбы, чембало и струнного оркестра (ансамбля)
- 2005 Г.И.Ф. Бибер Sonata-Representativa для скрипки и струнных